# Malarstwo Madhubani

Madhubani na mapie Biharu

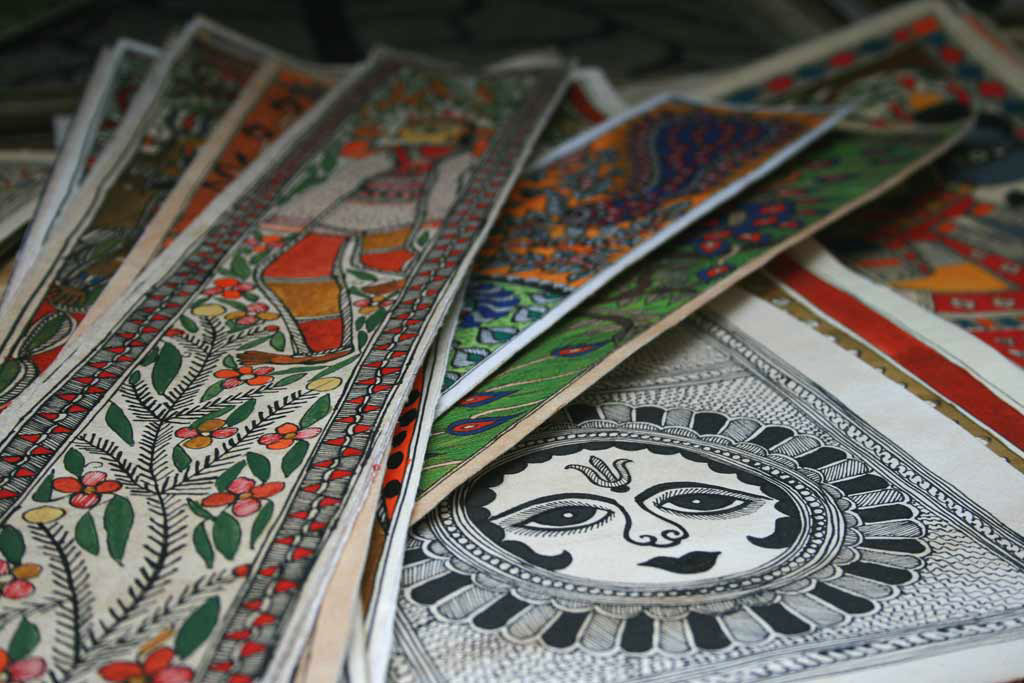
Madhubani

Malarstwo Madhubani - ludowy styl w malarstwie indyjskim, ograniczony do okolic miasta Madhubani w stanie Bihar. Tradycyjnie malowały kobiety, najczęściej na mokrych ścianach domostw. Obecnie motywy w stylu Madhubani wykorzystuje się również malując na płótnie i papierze.

## Tematyka
Głównym motywem są bóstwa hinduskie i sceny religijne, a także przedstawienia przyrody.